# 童天閎
童天閎（？—17世紀），湖廣都司施州衛人，明朝、南明政治人物。

## 生平
童天閎是詩人童昶裔孫，在崇禎三年（1630年）考中舉人，弘光年間獲推官薦任職方主事，回鄉調派士兵守衛；南京失陷後到福京謁見隆武帝，其雄壯軀幹、誇張言辭讓隆武帝喜悅，遷任僉都御史，負責監御營軍，總督南、贛恢剿。
永曆帝繼位，召任童天閎為戶部右侍郎，隨同至奉天，勾結劉承胤；永曆元年（1647年）五月陞為戶部尚書，奉天失守後回到施州。四年（1650年）四月，他前往梧州謁見永曆帝，其時吳貞毓計劃驅逐晏清，他就和對方結交，打算吳貞毓遷任吏部時自己位居戶部。剛巧童天閎母親去世二十五個月，非常希望除喪，因此自著《禫論》，說：「禫者、淡也，孝子之心可以淡，除喪接受官職正是時候。」別人看到了不是憎恨就是取笑他。之後他的起用為刑部尚書，桂林被攻陷後打算回歸施州，因道路阻隔投降清朝，後事不詳。

## 引用
1. 1 2  錢海岳《南明史·卷一百一十九·列傳第九十五》：昭宗立，召戶（部）右侍郎，從扈奉天，與劉永【承】胤比。永曆元年五月，遽擢戶部尚書。奉天陷，歸施州。四年四月，謁上梧州。吳貞毓欲逐晏清，天閎與貞毓相結納，擬貞毓旦夕遷吏部，則己復戶部。時天閎方宅母憂，適二十五月，遂亟欲除喪，自著《禫論》。謂禫者淡也，孝子之心，至是而可以淡，則除喪受王事，正其時矣。見者莫不憎笑之。起刑部。桂林陷，欲歸施州，道阻，遂降於清。
2. ↑  錢海岳《南明史·卷一百一十九·列傳第九十五》：童天閎，施州人。崇禎三年舉於鄉。弘光時，以推官請纓，授職方主事，歸里調募土漢兵入衛。南京亡，謁福京。軀幹魁偉，言論誇誕，紹宗悅之，遷僉都御史，監御營軍，總督南、贛恢剿。
3. ↑  同治《恩施縣志·卷九·人物志》：童天閱【閎】，昶裔孫，崇禎庚午舉人。初仕部郎，福王、唐王時扈以奔播，晉三部尚書。 舊衛志